# Euteleostomi
Eutéléostomes
Clade
Synonymes
- Actinopterygii
- Sarcopterygii (inclut les tétrapodes)

Les Euteleostomi (Eutéléostomes) sont un clade qui regroupe les vertébrés gnathostomes possédant un squelette osseux.
À l'origine, les Eutéléostomes possédaient des os endochondraux, des nageoires possédant des lépidotriches, et des mâchoires possédant un os maxillaire, un os prémaxillaire et un os dentaire. Cependant, beaucoup de ces caractères ont été perdus par certains groupes d'Eutéléostomes, comme les lépidotriches chez les tétrapodes, ou bien les os chez les chondrostéens.
Dans la classification classique, la super-classe des ostéichthyens correspond aux Eutéléostomes à l'exclusion des Tétrapodes. La classification phylogénétique de Guillaume Lecointre et Hervé Le Guyader désignait les Eutéléostomiens par le terme classique d’Ostéichthyens, mais cet usage est resté marginal. Seul le terme d’Euteleostomi se rencontre dans les sources utilisant la classification phylogénétique.

## Classification phylogénétique
- Euteleostomi
  - Actinopterygii
    - Actinopteri
      - Chondrostei
      - Neopterygii

    - Polypteriformes
      - Polypteridae

  - Sarcopterygii
    - Actinistia
      - Coelacanthiformes

    - Rhipidistia
      - Dipnoi
        - Ceratodontimorpha

      - Tetrapodomorpha
        - Tetrapoda
          - Amniota
          - Amphibia

## Publication originale
- (en) Joseph S. Nelson, Fishes of the World, New York, Wiley, 2006, 4e éd., 624 p. (ISBN 0-471-25031-7, OCLC 62324946, LCCN 2005033605).